# A Honeymoon Through Snow to Sunshine
A Honeymoon Through Snow to Sunshine è un cortometraggio muto del 1910 diretto da Arthur Hotaling.

## Trama
Il viaggio di nozze di una coppia di sposi che partono da Filadelfia per arrivare a Palm Beach e a Miami. Qui, il geloso maritino crede di sorprendere un incontro furtivo tra la moglie e un altro uomo. Scoprirà, invece, che si tratta di suo cognato, il fratello di lei.

## Produzione
Il film fu prodotto dalla Lubin Manufacturing Company.

## Distribuzione
Distribuito dalla Lubin Manufacturing Company, il film - un cortometraggio in una bobina - venne distribuito nelle sale statunitensi il 17 febbraio 1910.